# Landau (Isar) (stacja kolejowa)
Landau (Isar) (niem: Bahnhof Landau (Isar)) – stacja kolejowa w Landau an der Isar, w kraju związkowym Bawaria, w Niemczech. Została zbudowana około 1875 roku według planów Karla Zengera na linii Landshut – Plattling.
Budynek stacji jest trzypiętrowy z okazałym budynkiem z cegły. Pierwotnie sądzono, że Landau stanie się węzłem komunikacyjnym, więc zbudowali stację w tym rozmiarze. Wkrótce stało się jednak jasne, że węzeł powstanie jednak w Plattling.
Dziś pociągi między Monachium i Pasawą kursują co godzinę.
| Landau (Isar)                          |  |                                       |
| Linia Landshut – Plattling (45,300 km) |  |                                       |
| Pilstingodległość: 3,700 km            |  | Wallersdorf odległość: 7,600 km       |
| Linia Landau – Arnstorf (0,000 km)     |  |                                       |
|                                        |  | Landau (Isar) Süd odległość: 4,620 km |